# Harry Innes
Harry Innes (4 janvier 1752 - 20 septembre 1816) est le premier juge fédéral des États-Unis pour le Kentucky. Il a notamment eu une grande influence dans la séparation du Kentucky et de la Virginie.